# Педуря (Муреш)
Педуря (рум. Pădurea) — село у повіті Муреш в Румунії. Входить до складу комуни Шеулія.
Село розташоване на відстані 286 км на північний захід від Бухареста, 30 км на захід від Тиргу-Муреша, 46 км на схід від Клуж-Напоки.

## Населення
За даними перепису населення 2002 року у селі проживали 130 осіб, з них 129 осіб (99,2%) румунів. Рідною мовою 129 осіб (99,2%) назвали румунську.